# Беляев, Василий Андреевич
Василий Андреевич Беляев (1937—2012) — Герой Социалистического Труда, депутат Верховного Совета Казахской ССР 11-го созыва.

## Биография
Родился 9 мая 1937 года в селе Солдатское Ракитянского района. После окончания 6 классов Солдатской средней школы прошёл обучение на годичных курсах в Борисовке по специальности тракторист.
В 1955 году поехал в Казахстан на освоение целинных и залежных земель. С 1955 года работал трактористом, комбайнёром, шофёром, начальником МТС, механиком совхоза «Рентабельный», бригадиром молодежной тракторно-полеводческой бригады совхоза им. 60-летия Советской Армии.
В ознаменование 100-летия со дня рождения В. И. Ленина в 1982 году ему присвоено звание Героя Социалистического Труда.
В 1985 году был избран депутатом Верховного Совета Казахской ССР 11-го созыва (1985—1989).
В 1990-е годы вышел на пенсию. Последние годы проживал в родном селе.

## Память
- Портрет Героя Социалистического Труда В. А. Беляева помещен на стенде Аллеи Трудовой славы посёлка Ракитное[1].

## Награды
- Герой Социалистического Труда
- Орден Ленина
- Орден «Знак Почёта»
- Медаль «За освоение целинных земель»
- Медаль «За доблестный труд»